# Бухгалтерский счёт
Бухгалтерский счёт — учётный регистр в бухгалтерском учёте, предназначенный для постоянного учёта в денежном выражении движения каждой однородной группы принадлежащих хозяйствующему субъекту средств и источников их образования методом двойной записи (по дебету и кредиту) в проводках.

## Определение
Согласно БСЭ, счета бухгалтерского учёта — это способ группировки объектов бухгалтерского учёта, текущего отражения и оперативного контроля за движением и состоянием средств, их источников и хозяйственных процессов. Для каждого объекта бухгалтерского учёта открывается отдельный счёт с двумя противоположными частями — дебет и кредит. Итоги записей по дебету или кредиту счетов называются дебетовыми или кредитовыми оборотами, а разность между ними — сальдо.
В БРЭ счёт бухгалтерского учёта — это единица учёта, аккумулирующая информацию об однородных хозяйственных операциях.
По мнению ряда экономистов, бухгалтерский счёт — это особый регистр, представляющий собой способ экономической группировки и учёта однородных по экономическому содержанию хозяйственных средств, их источников, хозяйственных процессов и финансовых результатов. Бухгалтерский счет можно представить как своеобразный накопитель информации об объектах бухгалтерского учёта. Каждому счету присваиваются соответствующее наименование и номер. Использование счетов позволяет учесть все объекты бухгалтерского
учёта.
По мнению Я. В. Соколова, бухгалтерский счёт является неким группировочным признаком, который позволяет свести воедино совокупность множества однородных предметов. Также и В. Я. Соколов понимает бухгалтерский счёт как «группировочный признак в синтетическом и аналитическом учёте»

## Виды счетов
В зависимости от объекта учёта счета разделяются на:
- активные счета (для учёта активов, не могут иметь кредитового (отрицательного) остатка);
- пассивные счета (для учёта обязательств, не могут иметь дебетового (положительного) остатка);
- и активно-пассивные (для учёта расчётов, счета доходов и расходов).

По степени детализации учёта счета подразделяются на:
- синтетические счета;
- субсчета;
- аналитические счета.

В зависимости от участия сальдо по счёту в формировании бухгалтерского баланса счета разделяются на:
- балансовые счета (показатели учёта, отражающиеся в бухгалтерском балансе. При этом данные одного балансового счёта могут отражаться в нескольких статьях баланса);
- и забалансовые счета (предназначены для учёта имущества, не принадлежащего организации, и других хозяйственных сведений, не имеющих отношения к имуществу и обязательствам предприятия. При этом двойная запись не используется).

Для каждой группы средств и источников этих средств используется отдельный счёт, где отражается остаток (сальдо) данной группы на начало учётного периода и все изменения, вызванные произведёнными хозяйственными операциями. Каждый счёт имеет две стороны: дебет и кредит. Сумма всех операций, отражённых по дебету счёта, называется дебетовым оборотом; сумма всех операций, отражённых по кредиту, — кредитовым оборотом. Результат соизмерения дебетовых и кредитовых оборотов определяется как остаток (сальдо) по счёту.
Систематизированный перечень бухгалтерских счетов содержится в плане счетов, которые бывают для коммерческих организаций, для кредитных организаций, и для бюджетного учёта.